# Borek III
Borek III (Rola odmienna III, Rolicz) – polski herb szlachecki, odmiana herbu Rola z nobilitacji.

## Opis herbu
W polu czerwonym trzy kroje w rosochę srebrne z takąż różą pośrodku.
Klejnot: skrzydło orła srebrne.
Labry czerwone, podbite srebrem.

## Najwcześniejsze wzmianki
Nadany Janowi Borkowi, notariuszowi kancelarii królewskiej i jego bratu Wojciechowi, wójtowi Łowicza 5 lipca 1570 roku.

## Herbowni
Borek.